# Lõi trong (Trái Đất)

Mặt cắt của Trái Đất từ lõi tới tầng ngoài (quyển ngoài) của khí quyển. Một phần theo tỷ lệ
1. Crust-Lớp vỏ (địa chất)
2. Upper Mantle-Quyển Manti trên
3. Mantle-Quyển Manti dưới
4. Outer core-Lõi ngoài
5. Inner core-Lõi trong

Lõi trong hay nhân trong của Trái Đất là phần trong cùng nhất của Trái Đất, như được các nghiên cứu địa chấn phát hiện, là một quả cầu chủ yếu ở dạng rắn có bán kính khoảng 1.220 km (758 dặm Anh), chỉ bằng 70% bán kính của Mặt Trăng. Nó được cho là có chứa hợp kim sắt-nickel, và nhiệt độ của nó tương đương nhiệt độ bề mặt của Mặt Trời.

## Khám phá
Sự tồn tại của lõi trong có thể phân biệt với lõi ngoài ở dạng lỏng được nhà địa chấn học Inge Lehmann phát hiện vào năm 1936, sử dụng các ghi nhận sóng địa chấn phát sinh động đất vì chúng phản xạ một phần từ ranh giới của nó và có thể được nhận biết bằng các máy ghi địa chấn nhạy trên bề mặt Trái Đất.
Lõi ngoài được cho là ở dạng lỏng vì nó không có khả năng truyền sóng cắt đàn hồi; chỉ có sóng nén được quan sát là truyền qua nó. Sự hóa rắn của lõi trong là rất khó chứng minh vì sóng cắt đàn hồi truyền qua nó là rất yếu và khó phát hiện. Dziewonski và Gilbert chứng minh sự tồn tại của giả thuyết này bằng cách sử dụng các mô hình rung động thông thường của Trái Đất là nguyên nhân gây các trận động đất lớn. Các tuyên bố gần đây về các ghi nhận sóng cắt được lõi trong truyền ban đầu gây tranh cãi, nhưng gần đây đã đạt được sự chấp nhận.

## Thành phần
Dựa trên sự phổ biến của các nguyên tố hóa học trong hệ Mặt Trời, các tính chất vật lý của chúng và các ràng buộc hóa học khác liên quan tới phần còn lại của thể tích Trái Đất, lõi trong được người ta cho rằng có cấu tạo chủ yếu là hợp kim sắt-nickel, với một lượng rất nhỏ các nguyên tố khác. Do nó nhẹ hơn sắt nguyên chất, Francis Birch phán đoán rằng lõi ngoài chứa khoảng 10% hỗn hợp các nguyên tố nhẹ hơn, mặc dù các nguyên tố này được xem là ít phổ biến hơn trong lõi trong rắn.

## Nhiệt độ
Nhiệt độ của lõi trong có thể được ước tính thông qua các ràng buộc thực nghiệm và lý thuyết về nhiệt độ nóng chảy của sắt không nguyên chất trong điều kiện áp suất tại ranh giới của lõi trong (khoảng 330.1 GPa), đưa ra kết quả khoảng 5.700 K. Khoảng áp suất của lõi trong Trái Đất vào khoảng từ 330 đến 360 GPa (tương đương 3.000.000 atm), và sắt chỉ có thể ở dạng rắn trong điều kiện nhiện độ cao như thế vì nhiệt độ nóng chảy của nó tăng mạnh ở những áp suất cao như thế này.

## Lịch sử
J. A. Jacobs  là người đầu tiên đề xuất rằng lõi trong đông cứng lại và phát sinh ra từ lõi ngoài ở dạng lỏng do sự nguội dần đi ở phần bên trong Trái Đất (khoảng 100 độ C/1 tỷ năm). Trước khi có sự hình thành lõi trong, toàn bộ lõi đều ở dạng nóng chảy, và tuổi của lõi trong nằm trong khoảng 2-4 tỷ năm. Do nó trẻ hơn tuổi Trái Đất (khoảng 4,5 tỷ năm), lõi trong không thể mang đặc điểm nguyên thủy thừa hưởng từ sự hình thành hệ Mặt Trời.

## Động lực
Chúng ta có rất ít hiểu biết về các quá trình phát triển lõi trong của Trái Đất. Bởi vì nó nguội đi rất chậm, một số người cho rằng lõi trong có thể rất đồng nhất và cân đối. Thậm chí người ta còn cho rằng lõi trong của Trái Đất có thể là một tinh thể sắt đơn lẻ, tuy nhiên, ý tưởng này rất kỳ quặc so với mức độ lộn xộn đã được quan sát bên trong lõi trong. Các nhà địa chấn học phát hiện rằng lõi trong thật sự khá hỗn độn và một số cấu tạo lớn cho phép các sóng địa chấn truyền qua một cách nhanh chóng theo nhiều hướng so với các phần khác của Trái Đất. Bề mặt của lõi trong thể hiện sự thay đổi các tính chất nhanh chóng trong khoảng cách nhỏ nhất là 1 km. Điều này làm các nhà khoa học bối rối, khi mà sự biến thiên nhiệt độ theo chiều ngang (bên) dọc theo ranh giới của lõi trong thì cực kỳ nhỏ (kết luận này được xác định một cách chắc chắn từ việc quan sát từ trường). Các phát hiện gần đây cho rằng lõi trong ở dạng rắn và chính nó cũng được cấu tạo bởi các lớp cách biệt nhau bởi một đới chuyển tiếp dày khoảng 250 đến 400 km. Nếu lõi trong lớn lên từ các lắng đọng đông cứng nhỏ rơi vào từ bề mặt của nó, thì một số chất lỏng cũng có thể bị giữ trong không gian rỗng và một số trong các chất lỏng còn lại có thể vẫn tồn tại bền bỉ ở cấp độ nhỏ trong hầu hết các phần bên trong của nó.
Do lõi trong không được liên kết một cách chặt chẽ với quyển manti rắn của Trái Đất, có thể rằng nó quay hơi nhanh hơn hoặc chậm hơn các phần khác của Trái Đất đã được ấp ủ trong một thời gian dài. Trong thập niên 1990, các nhà địa chấn học đã đưa ra nhiều tuyên bố khác nhau về việc nhận dạng kiểu quay cao cấp này khi quan sát các thay đổi về đặc điểm của sóng địa chấn truyền qua lõi trong trong vài thập kỷ, sử dụng tính chất các sóng truyền qua nhanh hơn theo nhiều hướng như đã đề cập ở trên. Theo ước tính, sự quay cao cấp này tăng thêm khoảng 1 độ trong một năm, mặc dù có kết luận rằng nó quay chậm hơn so với các phần khác của Trái Đất có cùng khối lượng.
Sự lớn lên của lõi trong được nghĩ là có vai trò quan trọng trong việc tạo ra từ trường Trái Đất bởi hoạt động dynamo trong lõi ngoài lỏng. Điều này xuất hiện một cách phổ biến bởi vì nó không thể hòa tan cùng một lượng các nguyên tố nhẹ như lõi ngoài, vì vậy sự nguội lạnh ở ranh giới lõi trong tạo ra một chất lỏng còn lại chứa các nguyên tố nhẹ hơn chất lỏng nằm trên. Điều này gây ra bởi lực đẩy nổi, và giúp điều khiển dòng đối lưu của lõi ngoài. Sự tồn tại của lõi trong cũng làm thay đổi các chuyển động cơ học của chất lỏng ở lõi ngoài khi nó lớn lên, và có thể giúp cố định từ trường khi nó được xem là có ứng xử mạnh hơn để không tạo thành dòng chảy như lõi ngoài (lõi ngoài được cho là có dòng chảy rối).
Người ta cũng tiếp tục suy đoán rằng lõi trong có thể thể hiện sự đa dang về kiểu mẫu biến dạng bên trong. Điều này có thể cần thiết để giải thích tại sao các sóng địa chấn đi qua một cách nhanh chóng theo nhiều hướng hơn các phần khác. Do dòng đối lưu nhiệt xuất hiện riêng lẻ chưa chắc là có thực, bất kỳ chuyển động đối lưu theo phương thức đẩy nổi sẽ phải được điều khiển bởi sự thay đổi về thành phần hay sự phổ biến của chất lỏng bên trong nó. S. Yoshida và đồng sự đã đề xuất một cơ chế mới theo đó sự biến dạng của lõi trong có thể bị gây ra bởi tốc độ nguội lạnh ở xích đạo cao hơn ở các cực, và S. Karato đã cho rằng các thay đổi về từ trường có thể cũng làm biến dạng lõi trong một cách từ từ theo thời gian.